# 長井勝一
長井 勝一（ながい かついち、1921年4月14日 - 1996年1月5日）は、日本の編集者、実業家。青林堂の創業者で、漫画雑誌 『月刊漫画ガロ』の初代編集長。
白土三平、水木しげる、つげ義春、花輪和一、蛭子能収、矢口高雄、滝田ゆう、淀川さんぽ、楠勝平、佐々木マキ、林静一、池上遼一、安部慎一、鈴木翁二、古川益三、ますむらひろし、勝又進、つりたくにこ、川崎ゆきお、赤瀬川原平、内田春菊、丸尾末広、ひさうちみちお、根本敬、南伸坊、渡辺和博、みうらじゅん、杉浦日向子、近藤ようこ、やまだ紫、山田花子、ねこぢる、山野一、泉昌之、西岡兄妹、東陽片岡、魚喃キリコ、など有名作家にもなった異才を多数輩出した編集者の一人。

## 人物
1921年（大正10年）、宮城県塩竈市生まれ。1926年に東京・南千住に転居し、1939年（昭和14年）に早稲田工手学校（現早稲田大学芸術学校）採鉱冶金部を卒業した。
学校卒業後は満州に渡り、満州鉱山や満州航空に勤務した。情報を知りうる立場の職務であったことから満州の危機的状況をいち早く察知し、偽の辞令を作成して、終戦直前の1945年（昭和20年）に内地へ帰還、終戦まで隠遁する。終戦後は義兄の古書店を手伝う様になった。そんな中、義兄が簡易製本の漫画を売りさばく姿を見た長井は、漫画の出版を志すようになる。
しばらくして「大和書店」を開業し赤本漫画の出版を手掛けるようになる。結核を患った後、特価本卸「足立文庫」を姉と始めるも再び結核を患う。数年後貸本向け出版社「日本漫画社」を設立し、白土三平の漫画の出版中心に活動する。その後半年間浅草でバーの経営をしたのち、更に青林堂の前身となる「三洋社」を小出英男、夜久勉と設立し、白土三平の「忍者武芸帳」や水木しげるの作品を世に出してヒットさせた。しかし2年後に三度結核を再発させ解散する。その際に、片肺の切除手術をした影響で声がかすれてしまったが、この声が長井のトレードマークの一つとなってしまう。
1960年代なかばには、貸本漫画が衰退し貸本漫画家の活躍の場が減っていた。「彼らが何の制約もなく活躍出来る場を自分が提供しなければ」と、病気療養中にもかかわらず「青林堂」を設立。香田明子が実務を担当しその活動を始めた。白土の作品を中心に単行本を出版し、1964年に白土の連載『カムイ伝』のために『月刊漫画ガロ』を創刊。当初は8千部であったが、漫画マニアはもちろん、全共闘の大学生を中心に人気が出て、最盛期には8万部を超えた。1971年に『カムイ伝』が終了した後は部数が徐々に低迷するが、長井の座右の銘「継続は力なり」をモットーに、新人発掘の場として出版は細々と続けられた。
1990年になり、PCソフト開発会社「ツァイト」に経営を譲渡。その後編集長、社長職を退き会長へ就任。1995年（平成7年）、第24回日本漫画家協会賞選考委員特別賞を受賞した。1996年に阿佐ヶ谷の自宅にて肺炎で死去。享年74。
1999年1月に故郷塩竈市のふれあいエスプ塩竈内に「長井勝一漫画美術館」が開設され、長井の経歴や『ガロ』の原稿などが展示されている。

## エピソード
- 特殊漫画家の根本敬は長井について「ガロの生みの親というより、ガロそのものであった」と述べている。
- 長井は作家独自の表現やオリジナリティを何より最優先した。絵がプロ並みに上手い投稿作品でも、オリジナリティの薄い作品や二番煎じには厳しかったという。
- 俳優の宇野重吉に似ているので街中でよく間違えられてサインを求められ、そのまま宇野の名をサインした。「夢を壊しちゃ悪いから」というのが理由であった[2]。
- 水木しげるの漫画の脇役として登場する、垂れ目の頬骨の出た、小柄で痩せている中年男性のキャラクターは長井をモデルとしている[3]。
- 『ガロ』と虫プロ商事発行の後発のマニア向け漫画誌『COM』とはライバル関係であったが、長井と手塚治虫は仲が良かった[4]。
- 長井の妻香田明子は、「青林工芸舎（初代。青林堂から分かれた青林工藝舎（2代目）とは別組織）」を主催し、貸本漫画の復刻や、ポストカード発売の活動を行っていた。
- NHK連続テレビ小説 『ゲゲゲの女房』（2010年）の登場人物で、村上弘明が演じる深沢洋一は、長井をモデルとしている[5]。
- フォークシンガーの友部正人は楽曲「長井さん」で長井の死について歌っている[6]。
- 映画『美代子阿佐ヶ谷気分』で、林静一が演じる編集長は、長井をモデルとしている[7]。
- 戦後から半世紀に渡り漫画編集に携わり続けたが、長井本人は「絵を描くの一番苦手だね、全然描いたことない」と述べており、絵心は全くないとのこと[8]。また「漫画ってのは絵とお話の両方があって成り立つんだからよ、それを一人でやっちまう漫画家は小説家より絵描きより偉いっちゃ偉いんだよな」と述べたこともある。
- 青い林にお堂という青林堂の社名について「俺が決めたんだけど意味は別に何もない」とインタビューで答えている[8]。

## 著書
- 『「ガロ」編集長 私の戦後マンガ出版史』筑摩書房〈ちくまぶっくす 41〉、1982年4月。ISBN 9784480050410。
  - 『「ガロ」編集長 私の戦後マンガ出版史』筑摩書房〈ちくま文庫〉、1987年9月。ISBN 9784480021595。